# Le Seigneur du chaos
Le Seigneur du chaos (titre original : Lord of Chaos) est le sixième volume de la série La Roue du temps de l'écrivain américain Robert Jordan.
La version originale américaine a été publiée le 15 octobre 1994 par Tor Books aux États-Unis puis en novembre 1994 par Orbit au Royaume-Uni.
Dans la première traduction française, le livre a été séparé en deux tomes :
1. Le Seigneur du chaos ;
2. L'Illusion fatale.

Les deux tomes sont sortis en 2003 puis 2004 aux éditions Rivages dans la collection Fantasy puis repris en poche en 2004 puis 2006 par les éditions Pocket dans la collection Science-fiction.
En 2014, les éditions Bragelonne rééditent le livre en français en un seul tome titré Le Seigneur du chaos, avec une nouvelle traduction de Jean-Claude Mallé.
En 2020, les éditions Bragelonne rééditent le livre en deux tomes de poche Le Seigneur du chaos - Première partie et Le Seigneur du chaos - Deuxième partie.

## Résumé

### Prologue
Avec de nombreux sceaux de sa prison brisés, le Ténébreux n'est plus très loin de s'échapper de sa prison. Il nomme le rejeté Demandred comme son second. Ce dernier, avec l'aide d'un mystérieux myrddraal, Shaidar Haran, donne des instructions à deux nouveaux rejetés venus du passé : Aran'gar et Osan'gar. Il leur demande de traquer Rand al'Thor, le dragon réincarné.
À Salidar les Aes Sedai dissidentes n’ont pas encore nommé leur nouvelle Chaire. Elles prévoient d’envoyer une délégation à la rencontre du Dragon Réincarné. Min ferait également partie de la délégation.
De leur côté les Aes Sedai de l’Ajah Noir qui ont pris Tar Valon manigancent avec les matriarches du clan Shaido, tribu aielle battue par Rand et ses troupes. Sevanna, la veuve de Couladin, possède un mystérieux cube de pierre gravé donné par un mystérieux inconnu qui aurait un certain pouvoir sur le Dragon Réincarné…
Perrin et Faile dirigent Deux-Rivières, mais Perrin est attiré par Rand et décide de partir le rejoindre à Caemlyn.
Morgase, Reine déchue car tout le monde la croit morte, cherche à retrouver son trône. Pour cela, elle serait sur le point d’accepter une proposition de Perdron Niall, chef suprême des capes blanches qui pourrait l’aider en échange de contreparties.

### Avec Rand
À Caemlyn, Rand décrète que les hommes sachant canaliser peuvent le rejoindre. Mazrim Taim, un ancien faux dragon rejoint Rand, et souhaite l'aider. Rand accepte à une condition : il devra trouver, recruter et former les hommes capables de canaliser le Saidin pour Rand. La Tour Noire est née et les disciples seront appelés les Asha'man.
Deux groupes d'Aes Sedai vont œuvrer séparément pour tenter d'influer sur le Dragon Réincarné. Un groupe provenant de la Tour Blanche sous la coupe d'Elaida, et un 2ème provenant de Salidar. Min fait partie du groupe qui accompagne les sœurs de Salidar, apporte à Rand un soutien émotionnel indispensable.
Alors qu'il voit des complots partout, Alanna, de l'Ajah vert, décide de faire de Rand son champion contre la volonté de celui-ci. Il ressent désormais un lien avec Alanna mais arrive tout de même à garder le contrôle de lui-même,
Petit à petit, la voix de Lews Therin Telamon se fait de plus en plus insistante dans sa tête et menace de le rendre fou. Lews Therin veut absolument tuer Mazrim Taim.
Rand à un plan contre les rejetés. Seul le Maréchal Bashere (le père de Faile), Mat et lui-même sont informés de ce plan. En façade, une immense armée se regroupe à la frontière de l'Illian, territoire contrôlé par le rejeté Sammael. Cette armée est dirigée par Mat, qui a acquis de fabuleuses compétences militaires.
Rand découvre plus tard l'emplacement de Salidar et y envoie Mat Cauthon et la compagnie de la Main Rouge afin de récupérer Elayne Trakand qui dirigera Caemlyn et Cairhien à sa place.

### À Salidar
À Salidar, Elayne Trakand et Nynaeve al'Meara ont fait de nombreuses découvertes magiques grâce à Moghedien, qu'elles tiennent secrètement en captivité. Elle découvre aussi grâce au monde des rêves qu'un ter'angreal permettant d'agir sur le climat est caché dans la ville d’Ebou Dar. Elle souhaite aller le récupérer plutôt que de patienter à Salidar mais les Aes Sedai refusent cette expédition.
Thom et Juilin ont fait une expédition en Amadicia afin de récupérer des informations. Ils rentrent bredouilles, si ce n'est que les Capes Blanches se regroupent dans cette région.
Nynaeve réussit l'exploit de guérir Logain, puis Siuan et Leane qui ont été calmées. Mais ces 2 dernières ne récupèrent pas la totalité de leurs pouvoirs.
L’Ajah Noir s’invite à Salidar via la rejetée Aran’gar sous le nom de Halima qui intègre le cercle proche de la sœur Delana Mosalaine.
Egwenne al'Vere est convoquée par les Sœurs de Salidar. Elle s'y rend en passant par le monde des rêves. Confronté au Hall, elle devient la nouvelle Chaire d’Amyrlin. Elle fait passer Elayne et Nynaeve au rang d’Aes Sedai.

### Épilogue
Rand découvre que les sœurs dissidentes se cachent à Salidar et y envoie Mat Cauthon et les 6000 hommes de la compagnie de la Main Rouge afin de récupérer Elayne Trakand qui dirigera Caemlyn et Cairhien à sa place. Sur place, ça ne se passe pas comme prévu et un groupe composé d'Elayne, Nynaeve, Birgitte, Adviendha, Thom, Juilin, Mat et quelques hommes partent pour Ebou Dar chercher le ter'angreal. De leur côté, les sœurs de Salidar décident de partir de ce lieu. Egwene en profite pour libérer secrètement Logain qui s'enfuit. Moghedien est libérée par la rejetée Aran'gar et part rejoindre le Ténébreux qui l'a convoqué.
Perrin et Faile rejoignent Rand à Caemlyn. Rand propose aussitôt à Perrin de rentrer dans son plan secret et de remplacer Mat à la tête de ces troupes à la frontière de l'Illian, Perrin refuse.
La Reine Morgase signe un pacte avec Pedron Niall pour récupérer le trône d'Andor, et par ce pacte elle autorise les Capes Blanches à marcher sur l'Andor.
Lan rejoint l'Aes Sedai Myrelle à laquelle il est désormais lié.
À Cairhien, Rand se fait piéger par la délégation de Sœurs de la Tour Blanche qui l'enferment dans un bouclier de pouvoir. Il vit un calvaire, les sœurs sont rejointes par les matriarches Shaido et retournent à la Tour Blanche où Rand sera mené devant Elaida. Perrin monte une armée et part à leur poursuite. En route, ils sont rejoints par une troupe armée de Deux-Rivières, la délégation d'Aes Sedai de Salidar et les loups que Perrin a contactés via son pouvoir pour communiquer avec eux. Tous ensemble, ils attaquent le convoi. Une rude bataille se joue, et les Asha'man dirigés par Mazrim Taim arrivent via des portails et font basculer la bataille vers la victoire. Rand est sauvé. Il soumet toutes les Aes Sedai survivantes qui ploient le genou devant lui.